# Gabriel Zamora
Gabriel Zamora är en kommun i Mexiko.   Den ligger i delstaten Michoacán de Ocampo, i den södra delen av landet, 300 km väster om huvudstaden Mexico City.
Följande samhällen finns i Gabriel Zamora:
- Lombardía
- La Laguna
- Tziritzícuaro
- El Atuto
- La Gallina
- El Sifón
- Las Minitas
- El Ingenio